# 1211 Avenue of the Americas
1211 Avenue of the Americas (cunoscut și ca  News Corp. Building) este un zgârie-nor în stil internațional din Midtown Manhattan, New York. Denumită inițial Celanese Building, clădirea a fost finalizată în 1973 ca parte a extinderii complexului Rockefeller Center care a început la sfârșitul anilor '50 cu Time-Life Building. Clădirea este sediul central al companiilor media 21st Century Fox și News Corp apărute în urma divizării News Corporation, dar și a unor filiale ale lor precum Fox Entertainment Group, Dow Jones & Company, The Wall Street Journal și New York Post.
Clădirea este cunoscută de asemenea pentru găzduirea principalelor studiouri ale Fox News Channel.

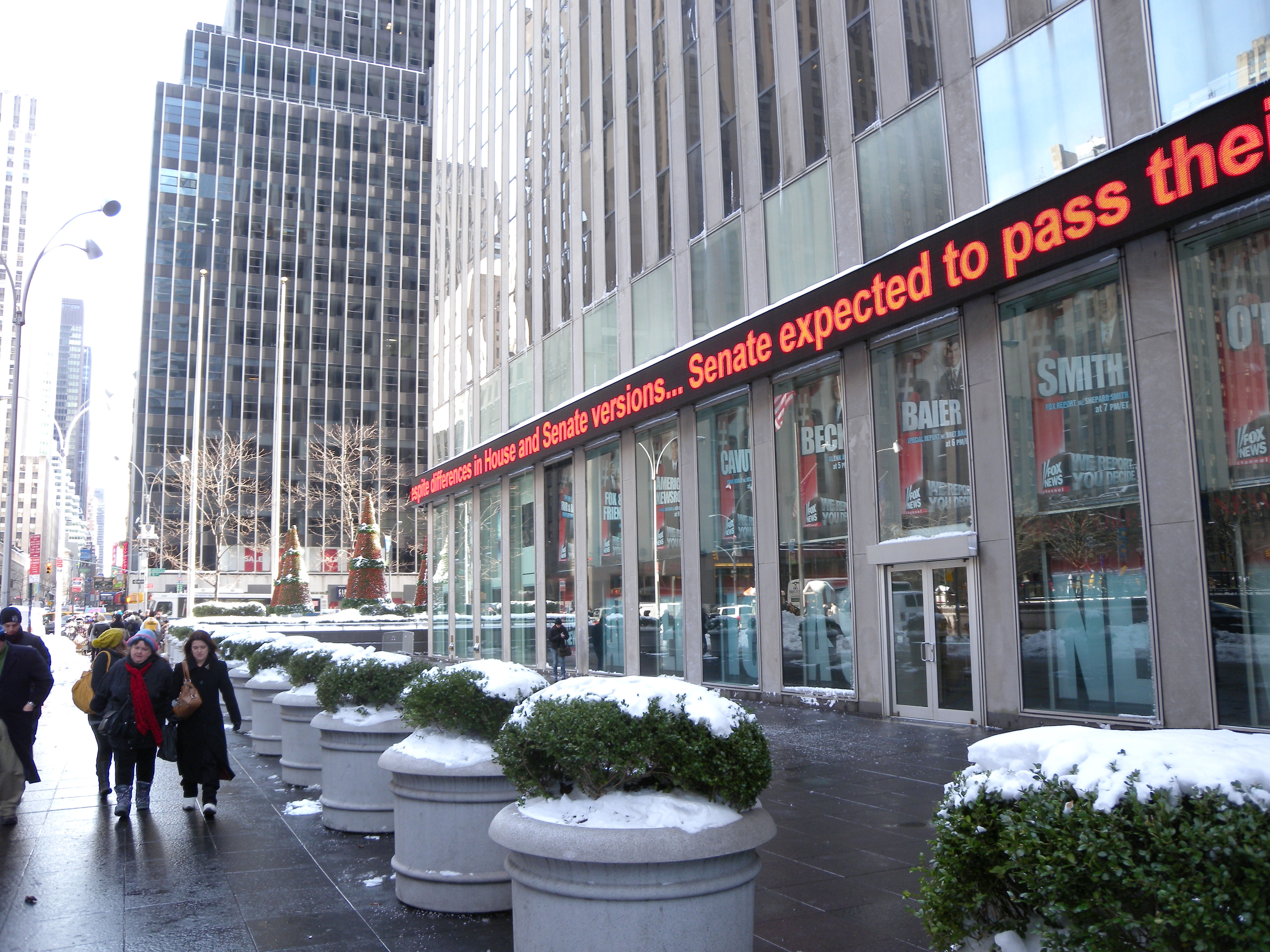
Studiourile Fox News de la parterul clădirii